# 피아노 삼중주 1번 (멘델스존)
펠릭스 멘델스존의 피아노 삼중주 1번 라단조 Op. 49는 1839년 9월 23일에 완성되어 이듬해에 출판되었다. 이 작품은 바이올린, 첼로, 피아노로 구성된 표준 피아노 삼중주이다. 멘델스존의 가장 인기 있는 실내악 작품 중 하나이다. 작품의 초기 작곡 과정에서 멘델스존은 동료 작곡가 페르디난트 힐러의 조언을 받아 피아노 부분을 수정했다.
곡의 대부분을 피아노가 주도적으로 이끌어가며, 바이올린과 첼로의 대위법적인 진행이 이어지는 등 곡의 구조나 짜임새나 아름다운 멜로디는 멘델스존의 천재적인 작곡 실력을 여실없이 드러낸다. 삼중주 곡이지만 다른 삼중주 곡들보다도 멘델스존의 삼중주 곡은 피아노가 특히 주도적이며, 빠른 템포 속에서 고도의 테크닉과 음악성을 요구하는 등 피아노의 난이도가 높기로 유명하다.

## 구성

### 1. Molto allegro ed agitato
1악장은 도입부가 없는 소나타 형식이다. 파트 1은 D 단조로 된 두 개의 큰 프레이즈로 구성되어 있으며, 첼로가 연주하는 칸타빌레 메인 테마로 시작하여 피아노가 반주를 제공하고 바이올린이 첼로와 함께 주제의 변형된 버전을 결합한다. 메인 테마의 더 많은 변형인 전환은 보조 키의 마이너 도미넌트(v) 페달로 끝난다. 파트 2는 첼로의 새로운 2차 주제와 함께 A장조로 시작된다. 전개부는 2차 주제의 B-플랫 장조로 변조되기 시작할 때까지 단조로 유지되며, C장조로 전환되는 가장 마법 같은 순간이다. 피아노가 셋잇단 아르페지오를 연주하는 동안 바이올린과 첼로가 조화롭게 연주된다.

### 2. Andante con moto tranquillo
피아노는 멘델스존의 무언가에서처럼 오른손에 8마디 멜로디가 있고 반주가 양손으로 나누어져 있다. 그 아래에서 피아노의 베이스 라인은 반주 및 멜로디와 조심스럽게 균형을 이루며 체계적으로 움직이다. 피아노가 메인 테마를 연주한 후 바이올린이 첼로의 대위법으로 이를 반복한다.

### 3. Scherzo
짧고 가벼운 스케르초는 본질적으로 소나타 형식이다. 2악장에서와 마찬가지로 메인 테마는 피아노로 먼저 연주되고 거의 즉시 단편적인 반주로 축소된다. 메인 테마의 리드미컬한 동기는 주제가 첫 번째 악장의 소재와 유사한 서정적인 중앙 섹션을 제외하고 악장 전체에 존재한다.

### 4. Finale
테크닉적으로 이 곡집에서 가장 어려운 악장이다. 양손 교차 상승, 약지와 새끼의 독립성과 손목의 유연함 등 릴렉스, 아르페지오 및 반음계 옥타브에 이르기까지 다양한 건반 기교가 4악장에서 요구된다. 칸타빌레의 순간들은 상큼한 대조를 이룬다. 트리오는 끝나기 직전에 D 장조로 전환하여 끝난다.